# NGC 3733
NGC 3733 é uma galáxia espiral barrada (SBc) localizada na direcção da constelação de Ursa Major. Possui uma declinação de +54° 51' 01" e uma ascensão recta de 11 horas, 35 minutos e 01,7 segundos.
A galáxia NGC 3733 foi descoberta em 14 de Abril de 1789 por William Herschel.